# Mr. Sam
Pour les articles homonymes, voir Buisseret et Sam.
Samuel Buisseret, dit Mr. Sam, est un vidéaste belge francophone spécialisé dans la vulgarisation dans le domaine du scepticisme, né le 28 septembre 1981 à Namur.

## Biographie

### Enfance et formation
Samuel Buisseret a grandi au sein d'une famille très religieuse et dont le père était témoin de Jéhovah,. Ayant grandi dans cet environnement, il affirme avoir longtemps été convaincu de l’existence de phénomènes paranormaux et été adepte de pratiques ésotériques notamment la cartomancie, le magnétisme et la radiesthésie. Il affirme aussi être un ancien complotiste repenti et était séduit par les théories de manipulation gouvernementale du 11 septembre,.
A la suite du décès de son cousin dont il était très proche, il affirme avoir pris ses distances avec ses croyances et commencé à adopter un esprit critique,.

### Carrière de vidéaste sceptique
Il commence par publier une série de vidéo nommée "FAKE ?" sur sa chaine Youtube où il y encourage le public à adopter une pensée critique et à remettre en question les idées reçues, notamment en déconstruisant les théories du complot et les croyances pseudoscientifiques. Dans le premier épisode, il démontre un trucage décelé dans une vidéo d'un chasseur de fantôme en restant prudent et demandant des explications. Il reçois alors les encouragements de La Tronche en Biais pour sa démarche.
Sa démarche zététique consiste à combattre la prolifération des fake news face à l'infodémie. De par son passé il a une approche de l'esprit critique davantage basé sur le dialogue que la confrontation. Il a des connaissances en physique tels que les réseaux de diffraction.
En 2018, il est recensé comme chaine Youtube adapté à un usage éducatif par le Ministère de la culture en tant que chaine "esprit critique, zététique et sciences".
En 2023 il annonce arrêter sa chaîne indiquant les difficultés d'en faire une activité rentable à cause des restrictions de l’algorithme du site. Lors de cette annonce, il dénonce aussi, selon ses termes, une "ambiance toxique" au sein de la communauté sceptique ainsi qu'une forme de militantisme et souhaite s'en détacher. Il continuera néanmoins de poster des vidéos de façon plus sporadique.

### Autres activités

#### SaturdayMan
En 2001, Samuel Buisseret compose une chanson parodiant les génériques de dessins-animés des années 1980 / 90. Elle est nommée "SaturdayMan" et narre les aventures du super héros des soirées qui se bat contre le Grand Sommeil. 10 ans plus tard, il décide d'en faire un clip. Souhaitant le réaliser à la façon des génériques d’antan qui étaient généralement composés d'extraits du pilote, il décide de tourner un faux premier épisode hommage humoristique aux super-héros, inspiré de la culture Sentaï. Le projet prenant de l'ampleur, Samuel décide d'en faire un court métrage. N'ayant pas fait de prise de son sur le tournage, il propose à Brigitte Lecordier d'en diriger la postsynchronisation. Ensemble, ils parviendront à réunir une grosse partie du casting vocal français de Dragon Ball, ainsi que l’interprète français de Nicky Larson: Vincent Ropion.
En 2013, Ankama se montre intéressé par le projet et se propose de financer une première saison. La production sera interrompue à la suite de différents désaccords et problèmes pendant cette dernière. Tous les obstacles rencontrés pendant cette période sont racontés dans une série de vidéos sur Youtube : Les aventures des aventures de Saturdayman, qui explique les dessous de la production d'une web série.
La série raconte les aventures d'un groupe de super héros, la SaturdayTeam, composée de Force Dance, Force Sex, Force Joke, Force Drunk, Princesse et Saturnin alias SaturdayMan. Guidés par le Docteur Doyobi (interprété par Marcus), ils se battent contre le Grand Sommeil qui veut obliger l'humanité à systématiquement dormir entre 22h et 7h du matin.
Lors du Toulouse Game Show en 2015, il présente  une opération de crowdfunding pour financer un reboot de la série. La campagne se termine avec 300% de l'objectif initial. 50 000 € sont récoltés et permettent de relancer la production de la série. Le tournage des 2 premiers épisodes a lieu en juin 2016 en Belgique, le casting est renforcé par quelques guests stars (Le Joueur du Grenier et Frédéric Zolfanelli de la websérie Noob) et de nouvelles voix.
La sortie des deux premiers épisodes de cette nouvelle saison a lieu le 2 décembre 2017 sur YouTube.
Plusieurs contributeurs manifestent leur mécontentement face à la lenteur des contreparties promises, notamment le jeu vidéo pour la console NES et le jeu de plateau ainsi que la mauvaise communication de l'équipe de production.

#### Sunday Pistols
Il a cocréé en 2017 une société de production du nom de Sunday Pistols destiné à réaliser du cinéma de genre belge,. En plus de Saturdayman, cette société a participé à la production de plusieurs courts métrages dont Paranoia Project en 2018 et Kâla en 2023.

#### Graphiste
Il est présenté par BFMTV comme graphiste et est crédité en tant que tel dans plusieurs films et séries dont :
- Femmes de loi dans 2 épisodes[I 4]
- À tort ou à raison dans 6 épisodes[I 5]
- Un heureux événement[I 6]
- HH, Hitler à Hollywood en tant que "superviseur de la 3D"[19]
- Je suis à toi[I 7]
- Les Profs 2[I 8]
- Diamant noir[I 9]
- La Mécanique de l'ombre[I 10]
- Le jeune Karl Marx[I 11]
- Boule et Bill 2[I 12]
- Kursk[I 13]
- Troisièmes noces[I 14]
- Mirage dans 6 épisodes[I 15]
- Baraki en tant qu'artiste graphique[I 16]
- Entre la vie et la mort[I 17]
- Close[I 18]

#### Compositeur musical
Il apparait sous le pseudonyme de S-cape depuis 1996 en tant que compositeur de musique électronique. Il remporte un concours en 2007 dont le prix est une performance sur scène au Brussels International Fantastic Film Festival de cette année là. Ses compositions sont produites par un label indépendant du nom de Electrobel.

## Ouvrages
- Samuel Buisseret, Arrêtez de croire n'importe quoi !, Éditions De Boeck Supérieur, 2023, 224 p. (ISBN 978-2-8073-5126-4).

Dans ce livre il y aborde les raisons pour lesquelles les théories du complot séduisent autant de personnes. Il attribue cet engouement, en partie, à la désinformation facilitée par Internet. Mr. Sam y prône l'importance de la zététique pour développer un esprit critique. Il explore également certains mécanismes psychologiques qui favorisent les croyances complotistes, comme l'effet Barnum et le biais de confirmation, tout en offrant des stratégies pour discuter calmement avec ceux qui s'accrochent à ces croyances.

## Discographie
- 2020 : SaturdayMan (Format Vinyle), par S-cape (Sunday Pistols)| No  | Titre    | Durée |
| --- | -------- | ----- |
| 1.  | Lointain | 1:31  |
| 2.  | Sortie   | 4:27  |
| 3.  | Science  | 2:32  |
| 4.  | Tonus    | 3:39  |
| 5.  | Souvenir | 0:42  |
| 6.  | Héros    | 3:05  |
| 7.  | Amour    | 4:45  |
| 8.  | Cavalier | 3:43  |
| 9.  | Ténèbre  | 1:04  |
| 10. | Salve    | 3:13  |
| 11. | Tapage   | 5:03  |
| 12. | Courage  | 4:01  |
| 13. | Biceps   | 4:33  |[21]

### Crédits sourcés de IMDb
1. ↑  « Saturdayman (Mini-série 2017) », sur IMDb.com, 2017 (consulté le 19 octobre 2024)
2. ↑  « Paranoia Project (Court métrage 2018) - Société », sur IMDb (consulté le 15 octobre 2024)
3. ↑  « Kâla (Court métrage 2023) - Société », sur IMDb (consulté le 19 octobre 2024)
4. ↑  « Femmes de loi (Tv Serie 2000) - Full cast & crew » (consulté le 19 octobre 2024)
5. ↑  « À tort ou à raison (Tv Serie 2009) - Full cast & crew » (consulté le 19 octobre 2024)
6. ↑  « Un heureux événement (2011) - Full cast & crew » (consulté le 19 octobre 2024)
7. ↑  « Je suis à toi(2014) - Full cast & crew », sur IMDb (consulté le 19 octobre 2024)
8. ↑  « Les Profs 2(2015) - Full cast & crew », sur IMDb (consulté le 19 octobre 2024)
9. ↑  « Diamant noir(2016) - Full cast & crew », sur IMDb (consulté le 19 octobre 2024)
10. ↑  « La Mécanique de l'Ombre(2017) - Full cast & crew », sur IMDb (consulté le 19 octobre 2024)
11. ↑  « Le jeune Karl Marx(2016) - Full cast & crew », sur IMDb (consulté le 19 octobre 2024)
12. ↑  « Boule et Bill 2(2017) - Full cast & crew », sur IMDb (consulté le 19 octobre 2024)
13. ↑  « Kursk(2018) - Full cast & crew », sur IMDb (consulté le 19 octobre 2024)
14. ↑  « Troisièmes noces(2018) - Full cast & crew », sur IMDb (consulté le 19 octobre 2024)
15. ↑  « Mirage (TV Serie 2020) - Full cast & crew », sur IMDb (consulté le 19 octobre 2024)
16. ↑  « Baraki (TV Serie 2021-) - Full cast & crew », sur IMDb (consulté le 19 octobre 2024)
17. ↑  « Entre la vie et la mort(2022) - Full cast & crew », sur IMDb (consulté le 19 octobre 2024)
18. ↑  « Close(2022) - Full cast & crew », sur IMDb (consulté le 19 octobre 2024)